# Elezioni presidenziali in Portogallo del 1976
Le elezioni presidenziali in Portogallo del 1976 si tennero il 27 giugno.

## Risultati
| António Ramalho Eanes             | PS - PSD - CDS - PCTP        | 2 967 137 | 61,59 |  |  |  |  |  |
| Otelo Saraiva de Carvalho         | UDP - MES - FSP - PRP        | 792 760   | 16,46 |  |  |  |  |  |
| José Baptista Pinheiro de Azevedo | Indipendente                 | 692 147   | 14,37 |  |  |  |  |  |
| Octávio Rodrigues Pato            | Partito Comunista Portoghese | 365 586   | 7,59  |  |  |  |  |  |
| Totale                            | Totale                       | 4 817 630 | 100   |  |  |  |  |  |
|                                   |                              |           |       |  |  |  |  |  |
| Schede bianche                    | Schede bianche               | 20 253    | 0,41  |  |  |  |  |  |
| Schede nulle                      | Schede nulle                 | 43 242    | 0,89  |  |  |  |  |  |
| Votanti                           | Votanti                      | 4 881 125 | 75,47 |  |  |  |  |  |
| Elettori                          | Elettori                     | 6 467 480 |       |  |  |  |  |  |

| António Ramalho Eanes             |  | 61,59% |
| Otelo Saraiva de Carvalho         |  | 16,46% |
| José Baptista Pinheiro de Azevedo |  | 14,37% |
| Octávio Rodrigues Pato            |  | 7,59%  |